# Cantone di Cognac-Nord
Il Cantone di Cognac-Nord era una divisione amministrativa dell'arrondissement di Cognac.
A seguito della riforma approvata con decreto del 20 febbraio 2014, che ha avuto attuazione dopo le elezioni dipartimentali del 2015, è stato soppresso.

## Composizione
Comprendeva parte della città di Cognac e i comuni di:
- Boutiers-Saint-Trojan
- Bréville
- Cherves-Richemont
- Mesnac
- Saint-Brice
- Saint-Sulpice-de-Cognac